# Lokalismus (Medizingeschichte)
Lokalismus bezeichnet in der Medizingeschichte eine Phase zu Beginn des 19. Jahrhunderts, als sich die Forschung auf lokale Veränderungen in bestimmten Organen als Krankheitsursache konzentrierte. Besonders die Entwicklung der Zellularpathologie gilt als Durchbruch des pathologisch-anatomischen Gedankens, der die wissenschaftlich begründete Medizin und insbesondere die Chirurgie beförderte.
Eine andere Bedeutung hat der Begriff in der Epidemiologie: Als Lokalisten wurden hier Epidemiologen bezeichnet, die der Bodenbeschaffenheit besondere Bedeutung für die Verbreitung von Infektionskrankheiten beilegten. Ein prominenter Vertreter war Max von Pettenkofer.